# Marlierea macrophylla
Marlierea macrophylla är en myrtenväxtart som beskrevs av Gerda Jane Hillegonda Amshoff. Marlierea macrophylla ingår i släktet Marlierea och familjen myrtenväxter.
Artens utbredningsområde är Guyana. Inga underarter finns listade i Catalogue of Life.